# 路易斯·阿姆斯壯球場
路易斯·阿姆斯特朗体育场（英語：Louis Armstrong Stadium）是美國網球公開賽的第二大球場，坐落在美國紐約法拉盛草原可樂娜公園的美国网球协会比利·简·金网球中心内。在亞瑟·艾許球場於1997年啟用前，本球場為美网的主球場，現在為第二球場。球場以美國爵士樂音樂家路易斯·阿姆斯壯的名字命名。

## 外部連結
- 路易斯·阿姆斯壯球場的場景